# John Cale

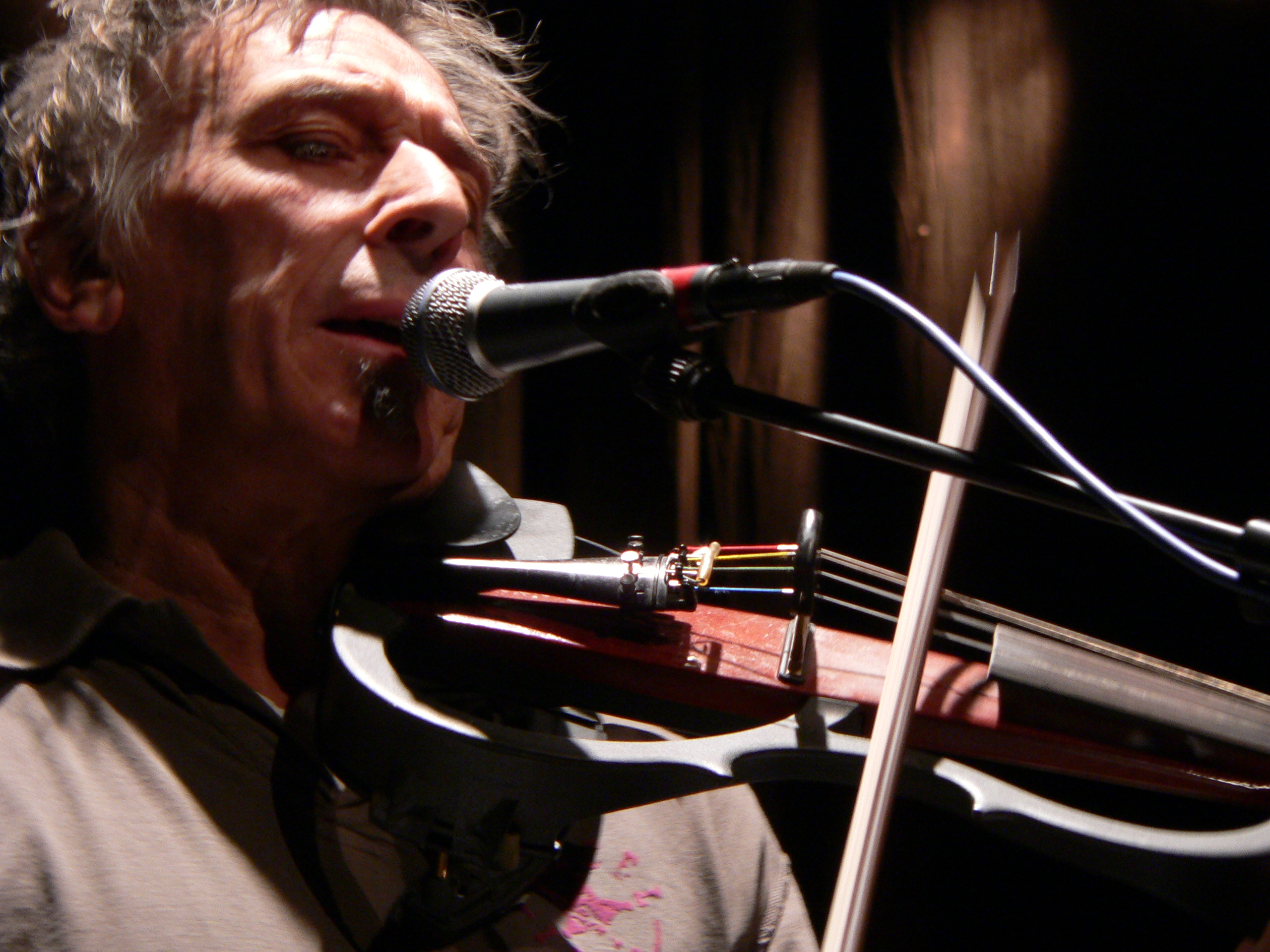
John Cale (2006)

John Cale (* 9. März 1942 in Garnant, Wales) ist ein britischer Artrock-Musiker mit klassischer Ausbildung in Bratsche und Piano. Er war 1965 Gründungsmitglied der US-Avantgarde-Band The Velvet Underground, stieg aber schon 1968 aus und widmete sich erfolgreich einer Solokarriere.

## Leben und Werk
Cale hat an der Universität London am Goldsmiths College Musik studiert. 1963 erhielt er über den bekannten US-amerikanischen Komponisten Aaron Copland ein Leonard-Bernstein-Stipendium und studierte an der Berkshire School of Music Klavier und Viola. In New York arbeitete er mit John Cage und La Monte Young, bevor er mit Lou Reed 1965 die später von Andy Warhol protegierte Band The Velvet Underground gründete. Von dem Minimalisten La Monte Young übernahm er die Idee der Drone-Experimente für sein Bratschenspiel.
1968 verließ er die Band und tritt seitdem als Solokünstler bzw. mit eigener Begleitband auf. Auf Nick Drakes Album Bryter Layter (1970) wirkte er als Gastmusiker mit. Weiterhin arbeitete er unter anderem mit Patti Smith (als Produzent) und Brian Eno (ex-Roxy Music) zusammen. Er produzierte auch Nico, die als Sängerin auf dem ersten Velvet-Underground-Album auftrat, sowie The Stooges (deren gleichnamiges Debütalbum von 1969, auf dem er auch Bratsche spielt), Element of Crime und die Happy Mondays.
Cales erstes Soloalbum Vintage Violence erschien 1970 und ist dem Folk-Pop-Genre zuzuordnen.
1972 stand John Cale zum ersten Mal seit der Auflösung von The Velvet Underground wieder gemeinsam mit Lou Reed und Nico auf der Bühne. Dabei wurde das Bootleg-Album Le Bataclan ’72 aufgenommen. Ebenfalls 1972 nahm Cale mit dem Londoner Royal Philharmonic Orchestra, Ron Wood und Legs Larry Smith (Bonzo Dog Band) The Academy In Peril auf. Andy Warhol gestaltete das Cover und verwendete den Song Days Of Steam für den Soundtrack zu seinem Film Heat.
1973 wurde das neo-romantische Opus Paris 1919 veröffentlicht. Es war laut dem Musikmagazin Rolling Stone ein surrealistisches Werk, welches „die gesamte europäische Hochkultur durch eine dadaistische Perspektive verzerrte“. Die Zeitschrift Musikexpress hörte hier „sinnliche, mystische Orchesterarrangements“. Bei dem Werk spielten Musiker wie Lowell George und Richard Hayward von Little Feat mit.
Ein Auftritt in Alan Bangs Musiktalk-Sendung Nightflight auf dem Radiosender BFBS im Februar 1984 sowie Cales Solokonzert auf dem E-Piano in der WDR-Live-Mitschnitt-Reihe Rockpalast sind legendär. Cales Aufnahmen erhielten oftmals gute Kritiken, der große kommerzielle Erfolg als Pop-Solokünstler wurde von dem Avantgardisten nie wirklich angestrebt. Zwischenzeitlich verabschiedete sich Cale weitgehend aus dem Popgeschäft und produzierte Soundtracks, Ballettmusik sowie The Rapture, das letzte Studioalbum von Siouxsie and the Banshees. Paris 1919 wurde in die Wireliste The Wire’s „100 Records That Set the World on Fire (While No One Was Listening)“ aufgenommen.
1990 nahm John Cale gemeinsam mit Lou Reed das Album Songs for Drella auf, eine Hommage an den zwei Jahre zuvor verstorbenen Andy Warhol. Diese und andere Zusammenarbeiten mit früheren Mitmusikern führten 1993 zu einer vorübergehenden Wiedervereinigung von Velvet Underground. 1991 folgte seine Mitarbeit an dem Album Sahara Blue von Hector Zazou.
Bei der Biennale in Venedig im Jahr 2009 repräsentierte Cale seine Heimat Wales.
Im November 2010 wurde Cale im Buckingham Palace zum Officer of the British Empire ernannt. Er ist immer noch als Komponist von Filmmusik, etwa für französische Arthouse-Filme, sehr aktiv. Nebenbei ist er ein versierter Hobby-Historiker.
Am 3. April 2016 führte er in Paris zum 50. Jubiläum des Albums The Velvet Underground und zum Start der Ausstellung The Velvet Underground – New York Extravaganza die Lieder der Platte in der Philharmonie de Paris mit seiner Gruppe und Gästen (u. a. Peter Doherty, Carl Barât, Etienne Daho, Lou Doillon und Nick Franglen von Lemon Jelly)  auf.

## Diskografie
- Vintage Violence (1970)
- Church of Anthrax (1971, mit Terry Riley)
- The Academy In Peril (1972)
- Le Bataclan ’72 (1972, mit Lou Reed, Nico)
- Paris 1919 (1973)
- June 1, 1974 (1974, mit Kevin Ayers, Brian Eno, Nico)
- Fear (1974)
- Slow Dazzle (1975)
- Helen of Troy (1975)
- Guts (1977) – Kompilation
- Animal Justice (1977, EP)
- Sabotage/Live (1979)
- Honi Soit (1981)
- Music for a New Society (1982)
- Caribbean Sunset (1983)
- John Cale Comes Alive (1984)
- Artificial Intelligence (1985)
- Words for the Dying (1989)
- Songs for Drella (1990, mit Lou Reed)
- Wrong Way Up (1990, mit Brian Eno)
- Even Cowgirls Get The Blues (live) (1991)
- Paris s’éveille, suivi d’autres compositions (1991, Filmmusik)
- Beitrag zum Tributalbum an Leonard Cohen I’m your fan (1991) mit einer Coverversion von Hallelujah
- Fragments of a Rainy Season (live) (1992)
- 23 Solo Pieces for La Naissance de L’Amour (1993)
- Last Day on Earth (1994, Soundtrack mit Bob Neuwirth)
- N’oublie pas que tu vas mourir (1994)
- Seducing Down The Door (1994, Kompilation)
- Antartida (1995, Soundtrack)
- I Shot Andy Warhol (1996, Soundtrack)
- Basquiat (1996, Soundtrack)
- Walking on Locusts (1996)
- Eat/Kiss: Music for the Films of Andy Warhol (1997)
- Somewhere In The City (1998, Soundtrack)
- Le vent de la nuit (1999, Soundtrack)
- The Unknown (1999)
- Close Watch: An Introduction to John Cale (1999, Kompilation)
- American Psycho (2000, Soundtrack)
- Saint-Cyr (2000, Soundtrack)
- Sun Blindness Music (2001)
- Stainless Gamelan (2001)
- Dream Interpretation (2001)
- 5 Tracks (2003, EP)
- Hobosapiens (2003)
- Black Acetate (2005)
- Process (Soundtrack) (2005)
- Paris 1919 (Expanded & Remastered, 12 Bonustracks) (2006)
- Live Circus (2007, Doppel-CD)
- Live at Rockpalast (2010, Doppel-CD/Vinyl)
- Extra Playful (2011, EP)
- Shifty Adventures in Nookie Wood (2012)
- M:FANS (2016)
- Mercy (2023)
- Poptical Illusion (2024)

## Filmografie (Auswahl)
- 1971: Andy Warhols Women
- 1972: Andy Warhol: Hollywood
- 1974: Das Zuchthaus der verlorenen Mädchen (Caged heat)
- 1986: Gefährliche Freundin (Someting wild)
- 1991: Paris erwacht (Paris s’éveille)
- 1992: Wer die Wahl hat (Primary Motive )
- 1993: Wenn Liebe entflammt (La naissance de l’amour)
- 1995: Vergiß nicht, daß du sterben mußt (N’oublie pas que tu vas mourir)
- 1996: Basquiat
- 1996: I Shot Andy Warhol
- 1998: New York People – Stories aus einer verrückten Stadt (Somewhere in the City)
- 1999: Die Jungfrau
- 1999: Le vent de la nuit
- 2000: Abschied. Brechts letzter Sommer
- 2000: Die Schule der verlorenen Mädchen (Saint-Cyr)
- 2000: American Psycho
- 2003: Paris – The Business of Pleasure (Paris)
- 2004: Process
- 2008: Salamandra
- 2011: Seitengänge (Sport de filles)
- 2011: Ein brennender Sommer (Un été brûlant)